# Verbascum lyratifolium
Verbascum lyratifolium är en flenörtsväxtart som beskrevs av Köchel. Verbascum lyratifolium ingår i släktet kungsljus, och familjen flenörtsväxter. Inga underarter finns listade i Catalogue of Life.